# Centre for Human Bioethics
Het Centre for Human Bioethics (CHB) is een onderzoeks- en onderwijsafdeling op het Clayton Campus van de Monash University in Melbourne. De afdeling werd in 1980 opgericht door Peter Singer en Helga Kuhse als eerste academisch centrum voor bio-ethiek in Australië.